# Софія Матильда Глостерська
Софія Матильда Глостерська (англ. Sophia Matilda of Gloucester), (нар. 29 травня 1773 — пом. 29 листопада 1844) — британська принцеса з Ганноверської династії, донька британського принца Вільяма Генрі, 1-го герцога Глостерського та Единбурзького, та Марії Волпол. Праонука короля Георга II та першого прем'єр-міністра Великої Британії Роберта Волпола.

## Біографія
Народилась 29 травня 1773 року на Гросвенор-стріт у Лондоні первісткою в родині британського принца Вільяма Генрі, 1-го герцога Глостерського та Единбурзького, та його дружини Марії Волпол, на сьомому році їхнього подружнього життя. Була охрещена приватним чином у залі Глостер-хаусу 26 червня 1773 року єпископом Сен-Девідса Чарльзом Моссом. Хрещеними батьками виступили її дядько, Генрі Камберленд і Стратерн, та його дружина Анна, а також тітка Кароліна Матильда, яку представляла довірена особа. Георга III, запрошували у хрещені, але він відмовився.
Шлюб батьків був таємним, королю про нього стало відомо лише у вересні 1772 року, вже після прийняття Закону про королівські шлюби. Оскільки закон не застосовувався до минулого, шлюб було визнано дійсним, але через гнів Георга III Марія Волпол так і не була прийнята при дворі. 

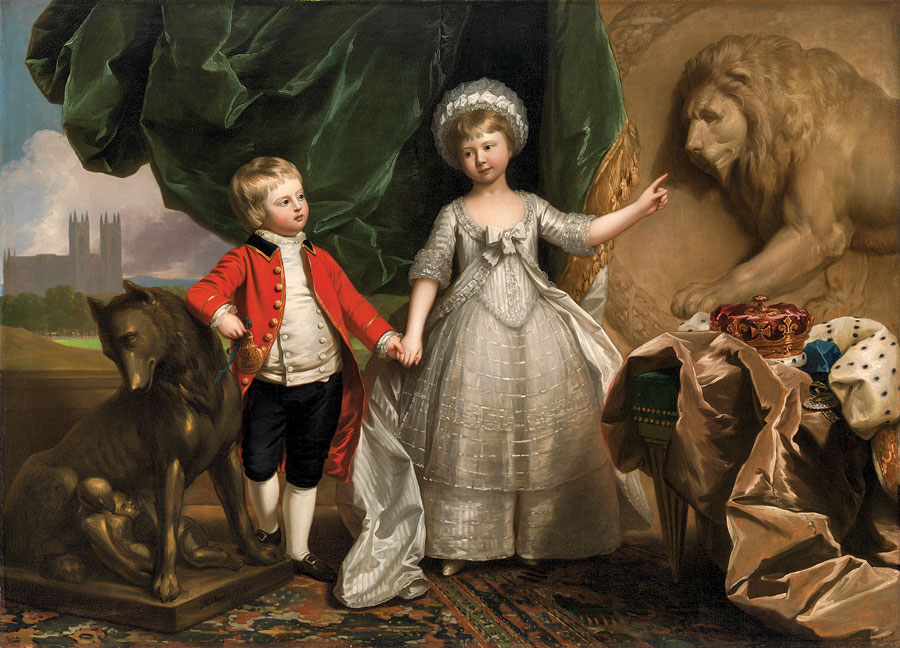
Софія Матильда з братом на портреті Б. Веста, 1779, Художній музей Вірджинії

Софія Матильда від народження мала предикат Її Високість. Невдовзі у неї народився молодший брат Вільям Фредерік і сестра Кароліна, яка прожила лише кілька місяців. Гувернанткою для дітей, за впливом короля, стала місс Ді. Певний час сімейство мешкало в Італії. Більшу частину періоду з 1784 по 1787 рік родина також перебувала за кордоном.
У 1778 році на прохання короля Софії було виділено суму у розмірі 4000 фунтів, яку вона мала отримати після смерті батька.
Принцеса дебютувала на дні народження монарха у 1790 році у супроводі свого брата та гувернантки. За словами Шарлотти Кеппел, до Софії ставилися не дуже добре. Її та Вільяма не запросили на вечерю перед балом, як вони очікували, і їм довелося чекати на початок балу. Софія була «вдягнена не дуже добре, у старомодному стилі, її сукня була дуже пишною, але волосся було укладене зовсім немодно». Вона «танцювала дуже добре, але ніхто не виявляв до неї жодної поваги, а після того, як король і королева пішли, з нею поводилися як зі звичайною людиною і штовхали».
Журнал La Belle Assemblée писав: «Принцеса Софія Глостерська зберігає таку ж королівську ходу як і її кузени, та ж королівська гідність і жіноче виховання; вона вирізняється скромністю поведінки, благородством і привітністю, віддає перевагу усамітненню та сімейному життю». Англійська письменниця Фанні Берні у своєму щоденнику змальовувала принцесу так: «Вона дуже товста, з дуже гарними очима, яскравим, навіть сліпучим рум'янцем, прекрасними зубами, гарною шкірою та поглядом надзвичайно скромним та милим».

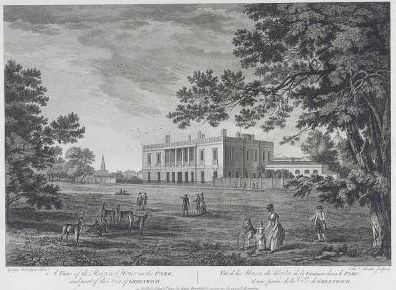
Будинок рейнджерів, де мешкала Софія Матильда

Певний час розглядалася як можлива наречена герцога Кларенса, однак не виказала жодного ентузіазму щодо цього союзу. В шлюб так і не вступила, дітей не мала.
Мешкала в Глостер-лодж на Глостер-роуд з 1805 до 1809 року, після чого продала її Джордж Каннінгу. Також проживала у Нью-лодж в Вінкфілді, поблизу Віндзора. У 1813 році була призначена рейнджером Грінвіцького парку, і будинок рейнджерів переобладнали для її комфорту. Була дуже популярною серед жителів Гринвіча, які вбачали в ній добру та щедру благодійницю міста.
У липні 1816 року отримала предикат Її Королівська Високість, після того як її брат узяв шлюб з принцесою Марією. Сиблінги залишались дуже близькими протягом усього життя, і Софія Матильда часто навідувала брата навіть після одруження, чого не схвалювала його дружина. Після його смерті у 1834 році принцеса була спустошена.
Померла у будинку рейнджерів 29 листопада 1844 року. Була похована в каплиці Святого Георга у Віндзорі.